# Chapelle Notre-Dame du Paradis
La chapelle Notre-Dame du Paradis est un édifice située à Pommerit-le-Vicomte, en France.

## Localisation
La chapelle est située sur le territoire de la commune de Pommerit-le-Vicomte, dans le département des Côtes-d'Armor, en région Bretagne.

## Description
La chapelle représente un type complet et intact des constructions bretonnes des XVe et XVIe siècles, sur un plan rectangulaire simple. La chapelle, qui dépendait d'une vicomté dont le siège était au bourg de Pommerit, dut être construite au commencement du XVIe siècle. Édifice de plan rectangulaire. Les meneaux des baies latérales n'existent plus. Du calvaire, qui dépendait de l'ancien cimetière disparu, ne subsiste que le soubassement décoré, à sa partie supérieure, des douze apôtres.

## Historique
La chapelle est commencée en 1398, achevée en 1415, renouvelée en 1721 et réparée en 1819. Cette dernière intervention fut possible par une souscription d'environ 4 000 francs de l'époque et par une quête.
Elle est classée monument historique depuis 1912 tandis que le calvaire en pierre est lui classé en 1913.

## Galerie

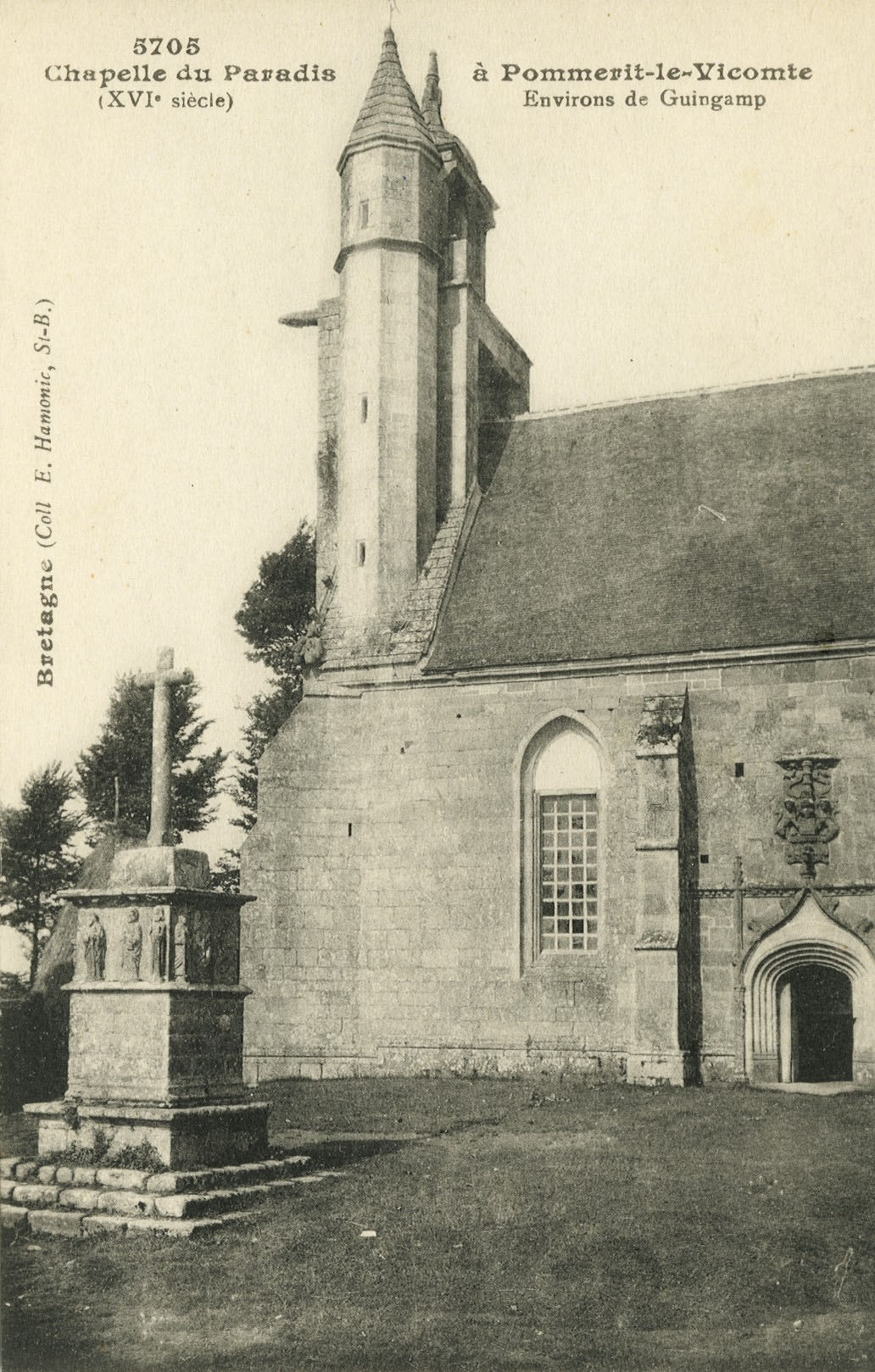
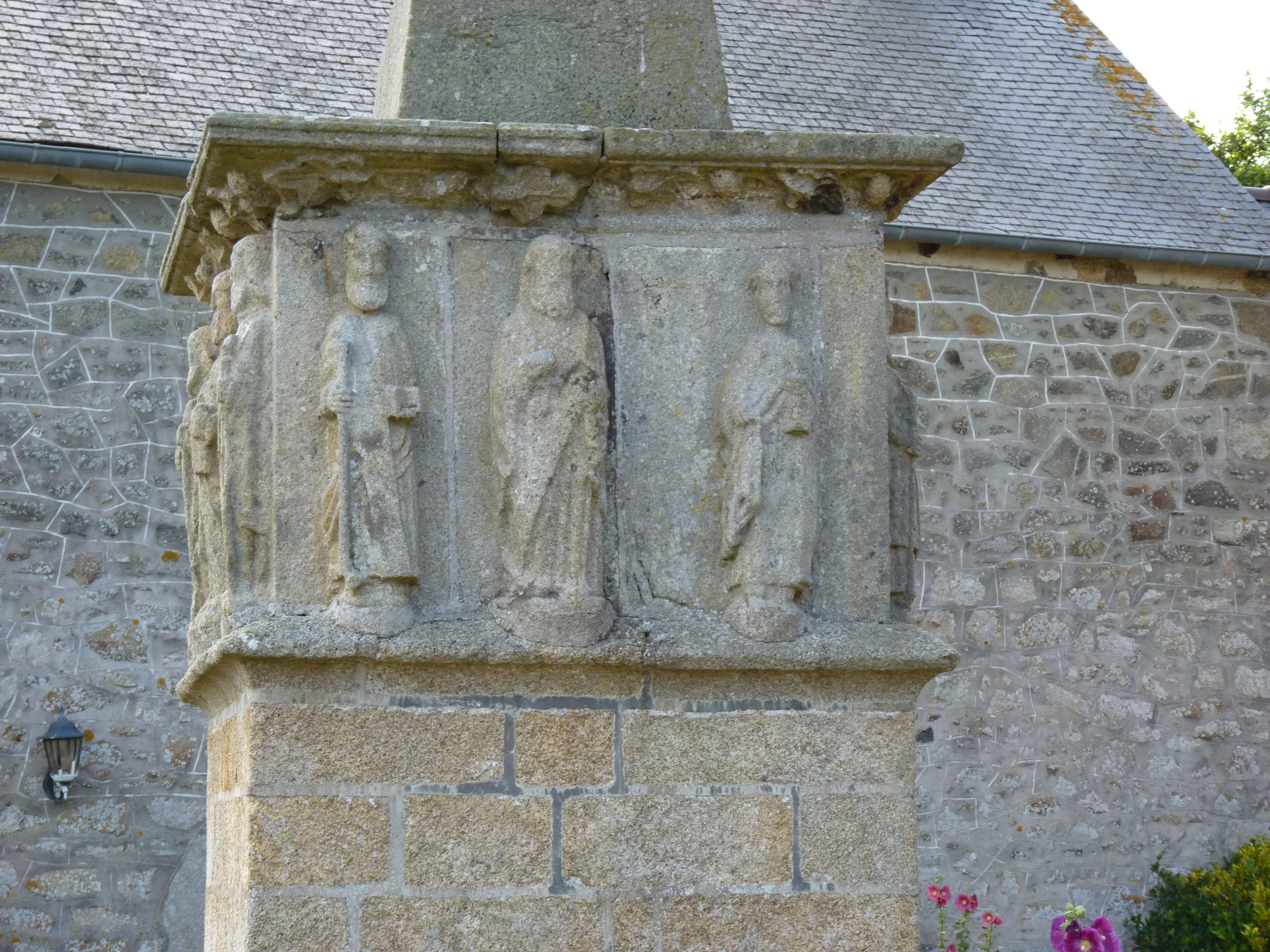
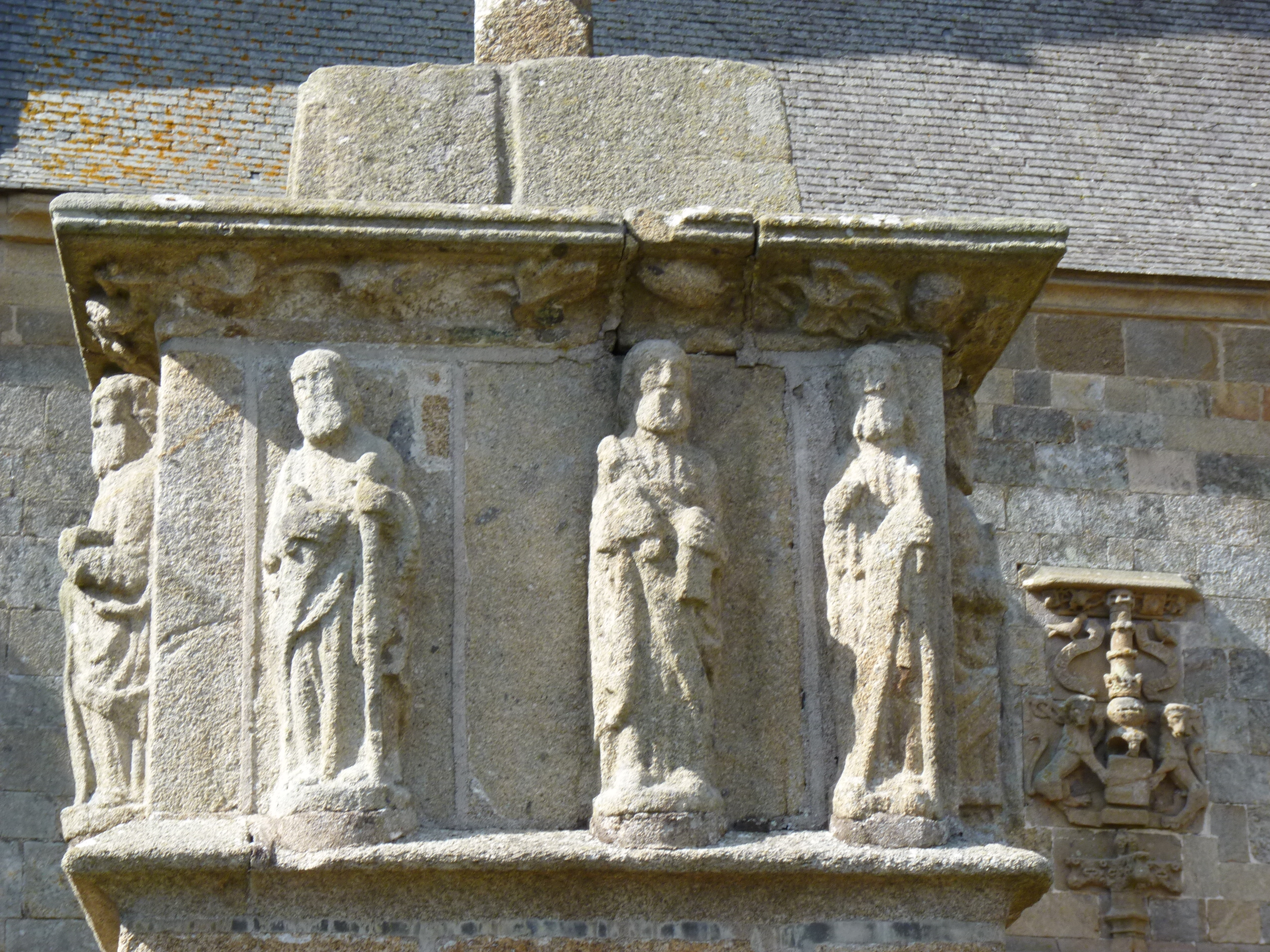
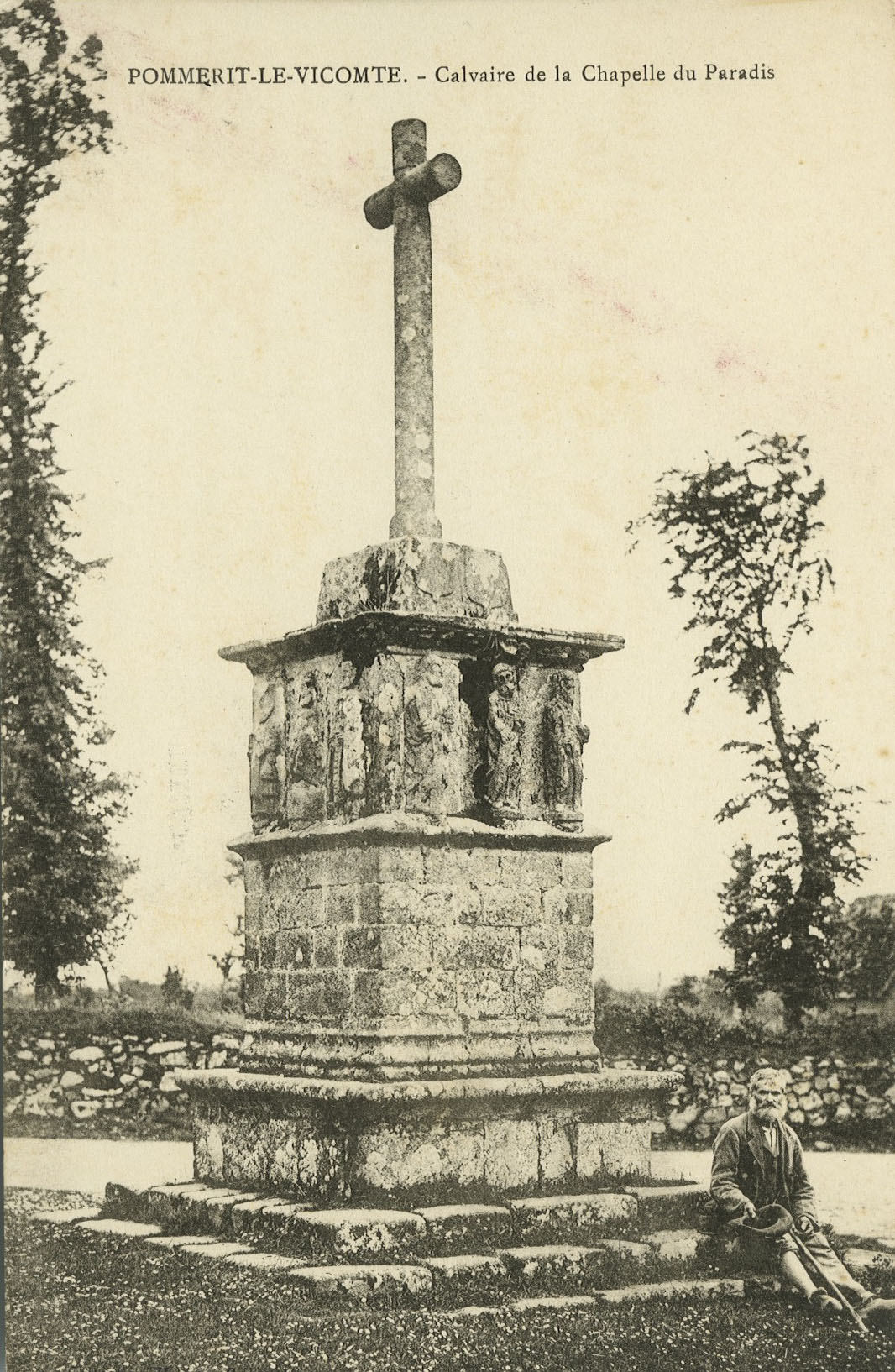